# 濁邊搭嘴音
濁邊搭嘴音（Voiced lateral click）是一種輔音，主要出現於南非的一些口語中。表示此音的國際音標（IPA）是⟨ǁ̬⟩或⟨ᶢǁ⟩，亦有部分語言學家偏好使用已廢棄的音標⟨ʖ̬⟩或⟨ᶢʖ⟩表示該音，以免雙直線形的音標跟韻律符號⟨‖⟩搞混。
班圖語支中有搭嘴音的語言通常將濁邊搭嘴音寫作⟨gx⟩，若該語言的⟨g⟩用於表示濁小舌擦音，則將此音寫作⟨dx⟩。

## 特徵
濁邊搭嘴音的特徵包括：
- 氣流機制是舌吸氣音。藉由舌頭將被困在一個關閉區間的空氣抽出而發聲，而非使氣流從聲門或肺/橫膈膜流出。利用這種機制所發出的音稱作搭嘴音。其濁音及鼻音也同時具有肺部氣流音的性質。
- 發聲類型是濁音，意味着發音時聲帶顫動。

- 本輔音是口腔輔音（口音），表示調音時空氣只從口裡流出。
- 調音方法是邊音，氣流從舌兩側流過，而不從中部流過。

## 出現於
濁邊搭嘴音主要出現在南非的科依桑语系，以及毗鄰的班圖語支當中。 
| 語言     | 語言     | 詞彙      | IPA                      | 意義         | 註釋 |
| -------- | -------- | --------- | ------------------------ | ------------ | ---- |
| 納柔語   | 納柔語   | dxàí cgàa | [ᶢǁàí ǀχàː] = [ʖ̬àí ʇχàː] | 臉頰肌肉     |      |
| 桑達韋語 | 桑達韋語 | gxõgxe    | [ᶢǁṍːᶢǁê] = [ʖ̬ṍːʖ̬ê]      | 雄性扭角林羚 |      |
| 耶依語   | 耶依語   | mugǁawa   | [muᶢǁawa] = [muʖ̬awa]     | 箭矢         |      |

## 外部鏈結
- 在PHOIBLE上搜尋含有[ǁ̬]的語言